# Port lotniczy Brisbane
Port lotniczy Brisbane (ang. Brisbane Airport, kod IATA: BNE kod ICAO: YBBN) – międzynarodowy port lotniczy położony 12 km na północny wschód od ścisłego centrum Brisbane. Jest największym portem lotniczym w Queensland i 3 co do wielkości w Australii. Brisbane obsługuje 44 połączenia we wszystkich regionach i terytoriach Australii. W 2019 roku obsłużyło ponad 24 mln pasażerów.
Jest głównym węzłem Virgin Australia i regularnym centrum dla nisko kosztowego przewoźnika Pacific Blue Airlines i węzłem pomocniczym zarówno dla linii Qantas i Jetstar Airways. Trasa lotnicza Brisbane-Sydney jest dwunastą najbardziej ruchliwą trasą na świecie, a siódmą najbardziej ruchliwą w regionie Azji i Pacyfiku.
W Brisbane Airport znajdują się warsztaty dla Boeinga 767-300 i Airbusa A330. Virgin Australia posiada mniejsze stanowiska obsługi, gdzie konserwuje się Boeingi 737. Inne linie lotnicze, a mianowicie QantasLink i Alliance posiadają również warsztaty do utrzymywanie swojej floty.
Lotnisko posiada międzynarodowy i krajowy terminal pasażerski, terminal cargo, General Aviation Terminal, a także dwa pasy startowe. Brisbane Airport jest dostępne od centralnej dzielnicy biznesowej przez Gateway Motorway i połączenie kolejowe Airtrain, co jest związane z siecią Citytrain. Nowa autostrada Airport Link planowana jest jako połączenie Brisbane CBD i lotniska.
Lotnisko otrzymał IATA Eagle Award w 2005, jako drugie z dwóch australijskich portów lotniczych. Brisbane został wybrany najlepszym lotniskiem w Australii i Pacyfiku oraz lotniskiem najbardziej przyjaznym dla pracowników na świecie w 2008 według Skytrax. W 2009 roku został wybrany najlepszym lotniskiem w Australii i ponownie wygrał konkurs za najbardziej przyjazne lotnisko dla personelu w regionie Azji i Pacyfiku. Międzynarodowy terminal zdobył także nagrodę architektury Queensland. W 2010 został ponownie wybrany "Najlepszym australijskim lotniskiem" przez Skytrax i znalazł się 20 najlepszych lotnisk świata.

## Historia
Ze względu na płaską powierzchnię, Eagle Farm, pierwotnie obszar rolniczy, został ogłoszony jako miejsce na lotnisko w 1925 roku. Chociaż Qantas rozpoczęły działalność w 1926 roku, większość lotów z Brisbane odbywało się z Archerfield, który posiadał największą powierzchnię do lądowanie. W czasie pracy Charles Kingsford Smith wylądował tam w dniu 9 czerwca 1928 roku, po zakończeniu pierwszego trans-pacyficznego lotu w Fokkerem F. VII, należącego do Southern Cross. Obecnie mieści się tam muzeum zawierające oryginalny statek powietrzny, wraz z pomnikiem.
W czasie II wojny światowej, Brisbane był siedzibą Naczelnego Wodza wojsk alianckich w południowo-zachodnim obszaru Pacyfiku, generała Douglasa MacArthura. Amerykańskie siły zbrojne zmodernizowały lotnisko w celu zwiększenia lotów wojskowych, dostosowując go do takiej normy, że stał się on głównym lotniskiem cywilnym dla miasta.
W 1970 stało się jasne, że urządzenia w Eagle Farm były niewystarczające dla miasta wielkości Brisbane. Wiele długich trasach międzynarodowych do Azji musiały korzystać z międzylądowania (tj. Darwin), co było na niekorzyść miasta, by zwabić potencjalnych przewoźników i zwiększyć możliwość biznesową. Rząd federalny ogłosił budowę nowego lotniska na północ od Eagle Farm. Nowe lotnisko zostało zbudowane przez Leighton Holdings i otwarte w 1988 roku. Nowe lotnisko zostało zbudowane na dawnych mieszkalnych przedmieściach Brisbane, Cribb Island zostało zburzone, by zrobić miejsce na lotnisko. Duże ilości piasku zostało dostarczone z pobliskiej Moreton Bay.
Lotnisko zyskało nowe obiekty: dwa niezależne terminale, nowe warsztaty z zapleczem, nowe fartuchy dla towarów na dotychczasowym terminalu pasażerskim; dwa pasy z równoległym systemem kołowania, nowe drogi dojazdowe oraz parkingi oraz nową 75 m wieżę kontroli ruchu.
W ramach prywatyzacji wielu australijskich lotnisk, lotnisko zostało nabyte od Federal Airports Corporation na 99 lat dzierżawy przez konsorcjum rządowe i finansowe prowadzone przez Port lotniczy Amsterdam-Schiphol, który obecnie posiada umowę o zarządzaniu dla obiektu. Zgodnie z ogólną polityką w Schiphol, Brisbane Airport znajduje się obecnie w sercu masterplanu "Airport City. Lotnisko jest także partnerem w Australia TradeCoast, strefy rozwoju gospodarczego.

## Terminale

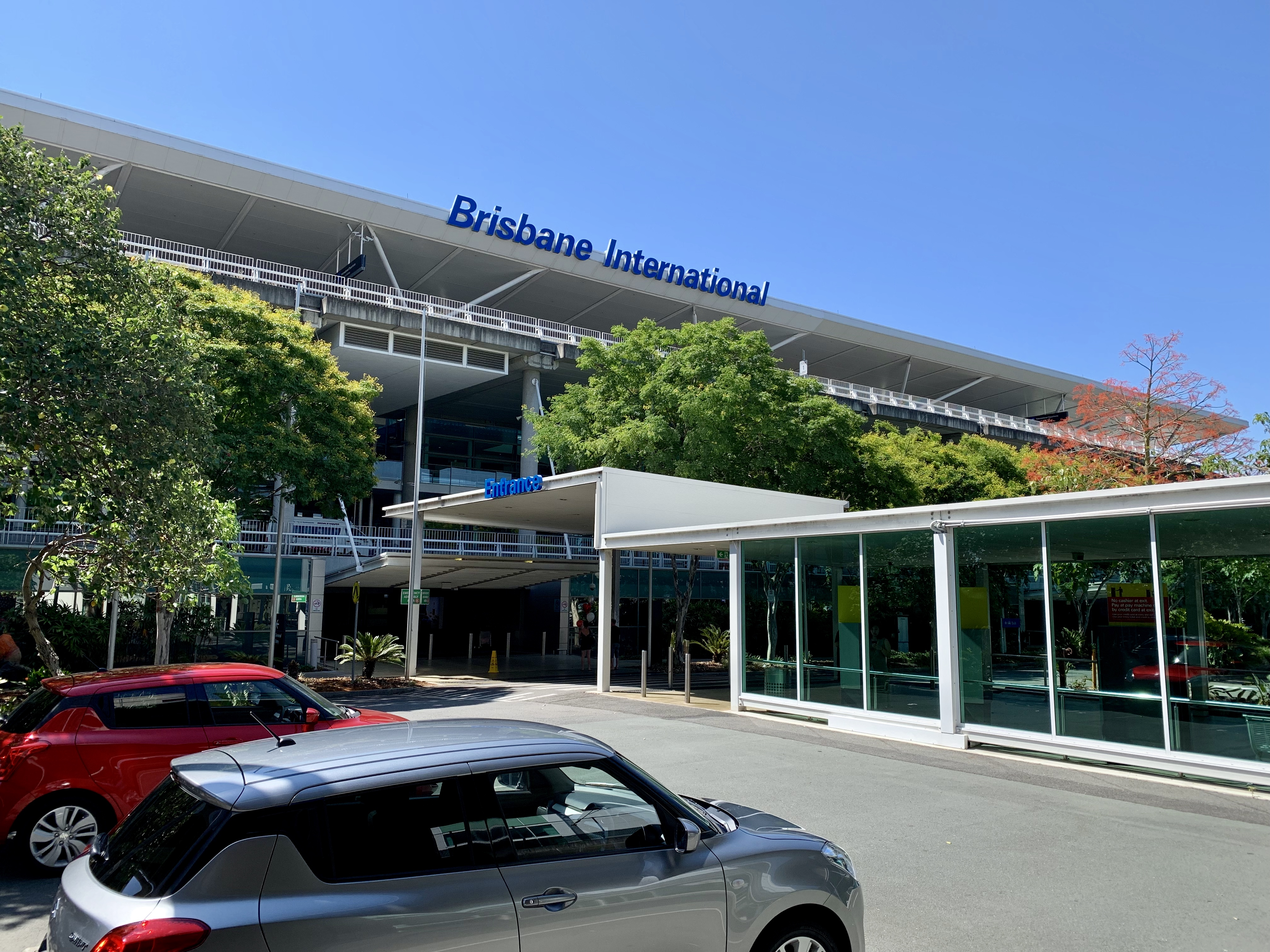
Front Terminalu Międzynarodowego

Brisbane Airport posiada dwa terminale pasażerskie.

### Terminal międzynarodowy (I)
Terminal międzynarodowy został zbudowany w 1995 r. i zatoki 12/14 (2 lub A380 lub 4 A320) są obsługiwane przez rękawy. Ogólnie rzecz biorąc, wraz z rozwojem międzynarodowego terminalu znajduje się na nim 12 zatok parkingowych poza terminalem, 2 dla A380, reszta pojedyncze.
Terminal posiada 4 poziomy: Poziom 1 jest miejscem dla linii lotniczych, obsługi bagażu i operatorów turystycznych, poziom 2 obsługuje przyloty, poziom 3 to hala odlotów, a poziom 4 to strefa Check-in.
Lotnisko zawiera również salon pierwszej klasy Emirates, który jest pierwszym poza Dubajem, który ma bezpośredni dostęp do rękawów obsługujących A380. Terminal posiada również salony linii Air New Zealand, Qantas i Singapore Airlines.

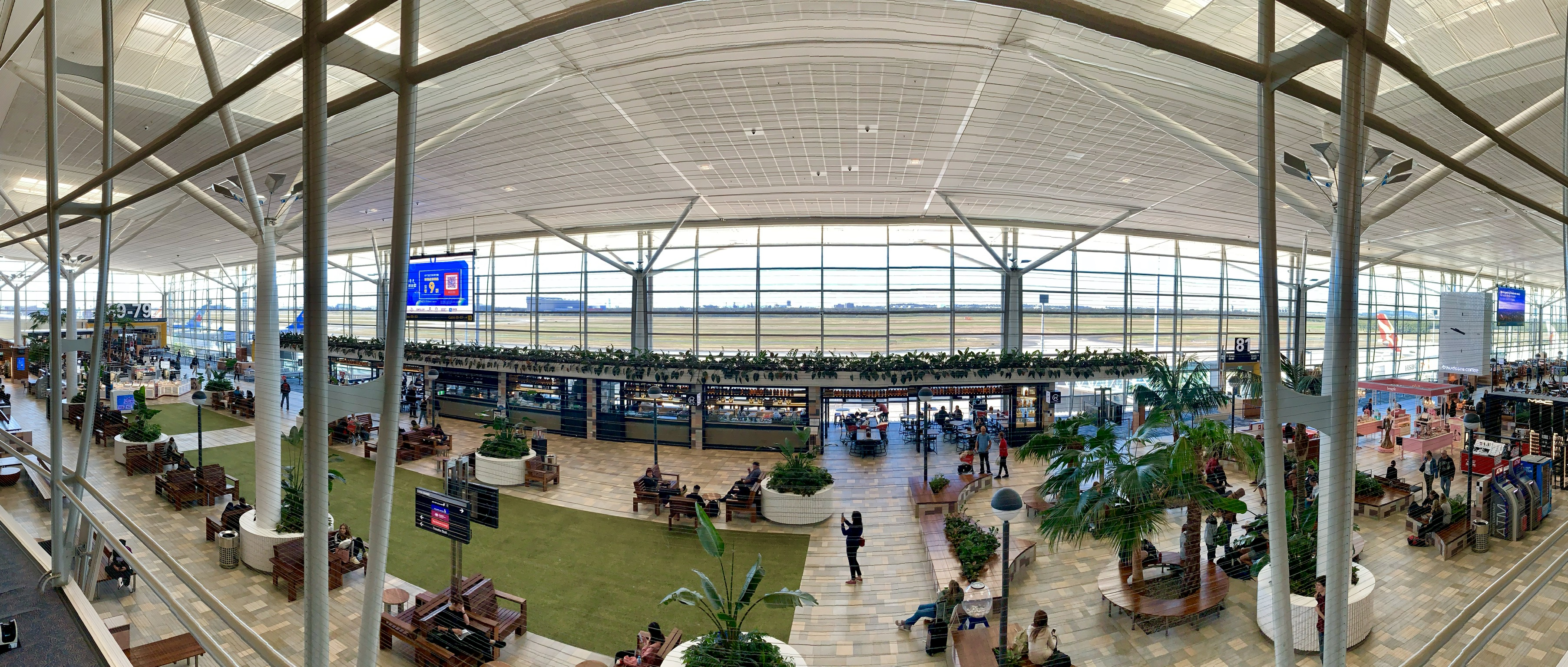
Hala odlotów wewnątrz Terminalu Międzynarodowego

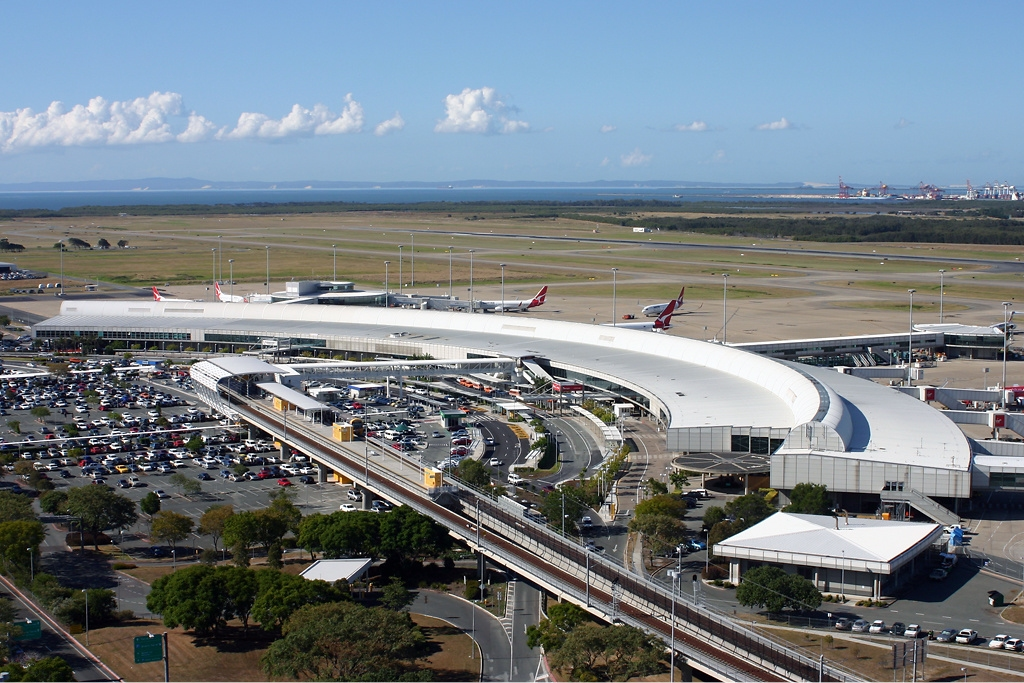
Terminal krajowy (ang. domestic terminal) oraz stacja kolejowa przy terminalu

Terminal posiada również 5-kondygnacyjny, długoterminowy parking i mniejszy parking krótkoterminowy.

### Terminal krajowy (D)
Terminal Krajowy składa się z trzech odrębnych obszarów służących Qantas i QantasLink na północnym końcu budynku, Virgin Australia na południowym krańcu budynku i innych przewoźników, takich jak Jetstar, Tiger i Skytrans znajdują się w centralnej, wspólnej części obiektu.
Hala Qantas posiada 9 zatok obsługiwanych przez rękawy w tym 1 obsługiwanych przez podwójny most. Ma trzy salony – Qantas Club, Business Class Lounge i Chairman's Lounge. Virgin Australia zajmuje obszar po Ansett Australia na końcu terminala. Jego hala ma 11 zatok parkingowych, z których sześć jest obsługiwana przez rękawy (wszystkie pojedyncze mosty). Ma jeden salon – salon, który jest zlokalizowany w byłym Golden Wing Club naprzeciwko Bramy 41.
Zdalne zatoki są położone na północ i na południe od budynku (obsługa samolotów nie odrzutowych) i w centralnej części (samoloty odrzutowe).

## Linie lotnicze i połączenia

### Krajowe
- Aeropelican (Narrabri)
- Air Link (Dubbo)
- Brindabella Airlines (Armidale [od 15 sierpnia], Coffs Harbour, Moree, Tamworth)
- GAM Air (Chinchilla)
- Jetstar Airways (Adelaide, Avalon, Cairns, Darwin, Denpasar/Bali, Hamilton Island, Launceston, Mackay, Melbourne, Newcastle, Perth, Proserpine, Sydney, Townsville)
- Qantas (Adelaide, Alice Springs, Broome [sezonowo], Cairns, Canberra, Darwin, Hobart [sezonowo], Karratha, Melbourne, Mount Isa, Perth, Sydney, Townsville)
  - Alliance Airlines (Mackay, Rockhampton)
  - QantasLink (Barcaldine, Biloela/Thangool, Blackall, Bundaberg, Cairns, Canberra, Charleville, Emerald, Gladstone, Hervey Bay, Longreach, Lord Howe Island, Mackay, Moranbah, Newcastle, Rockhampton, Roma, Townsville)
- Sharp Airlines (Orange, Melbourne (Essendon))
- Skytrans Airlines (Bedourie, Birdsville, Boulia, Charleville, Clearmont, Cunnamulla, Lake Eyre, Mount Isa, Quilpie, St George, Thargomindah, Toowoomba, Windorah)
- Strategic Airlines (Gladstone, Port Hedland, Townsville)
- Tiger Airways Australia (Melbourne)
- Virgin Blue (Adelaide, Cairns, Canberra, Darwin, Hamilton Island, Hobart, Mackay, Melbourne, Newcastle, Perth, Proserpine, Rockhampton, Sydney, Townsville)

### Międzynarodowe
- Air China (Pekin [od 18 stycznia 2019][16])
- Air New Zealand (Auckland, Christchurch, Dunedin, Wellington [do 31 października])
- Air Niugini (Port Moresby)
- Air Pacific (Nadi)
- Air Vanuatu (Espiritu Santo, Port Vila)
- Aircalin (Numea-La Tontouta)
- Alliance Airlines (Rockhampton)
- Cathay Pacific (Hongkong)
- China Airlines (Auckland, Tajpej-Taiwan Taoyuan)
- China Southern Airlines (Kanton)
- Emirates (Auckland, Dubaj, Singapur)
- Etihad Airways (Abu Zabi, Singapur)
- EVA Air (Tajpej-Taiwan Taoyuan)
- Jetstar Airways (Christchurch)
- Korean Air (Seul-Incheon)
- Malaysia Airlines (Kuala Lumpur)
- Norfolk Air obsługiwane przez ONauru Airlines (Norfolk Island)
- Nauru Airlines (Honiara, Nauru, Tarawa)
- Qantas (Hongkong, Los Angeles, Manila, Numea-La Tontouta, Queenstown [sezonowo], Singapur, Sydney)
  - Jetconnect (Auckland)
- Royal Brunei Airlines (Bandar Seri Begawan) [do 28 października]
- Samoa Airways (Apia-Faleolo [od 13 listopada 2018][17])
- Singapore Airlines (Singapur)
- Solomon Airlines (Honiara)
- Strategic Airlines (Denpasar/Bali, Phuket)
- Thai Airways International (Bangkok-Suvarnabhumi)
- Virgin Blue
  - Pacific Blue Airlines (Auckland, Christchurch, Denpasar/Bali, Dunedin, Hamilton, Honiara, Nadi, Port Moresby, Port Vila, Queenstown [sezonowo], Wellington)
  - Polynesian Blue (Apia)
  - V Australia (Los Angeles)

### Cargo
- Australian air Express 9Cairns, Melbourne, Townsville)
- HeavyLift Cargo Airlines (Honiara, Port Moresby)
- Pacific Air Express (Honiara, Nauru, Port Vila)
- Pel-Air dla DHL (Mackay, Rockhampton, Sydney)
- Toll Aviation obsługiwane przez Jetcraft Aviation (Adelaide, Gold Coast, Melbourne, Sydney)
- Toll Priority (Melbourne, Perth, Sydney)

## Transport

### Samochodowy
Port lotniczy Brisbane ma 4 parkingi, wszystkie działają 24 godziny na dobę, 7 dni w tygodniu. Istnieją 2 wielopoziomowe, kryte parkingi przy terminalu międzynarodowym, zapewniające krótko- i długoterminowe usług, a także przy terminalu krajowym, zapewniające tylko usługi długoterminowe. Pozostałe parkingi nie są zadaszone. Parkingi ParkShort znajdują się przy każdym z terminali, Qantas Valet Parking tylko przy terminalu krajowym. Ze względu na obecny rozwój lotniska (najszybciej rozwijające się lotnisko w Australii), obecnie w budowie jest nowy, wielokondygnacyjny parking, który zapewni dodatkowe 5000 miejsc parkingowych w terminalu, co da w sumie do 9000 miejsc parkingowych.

### Kolej

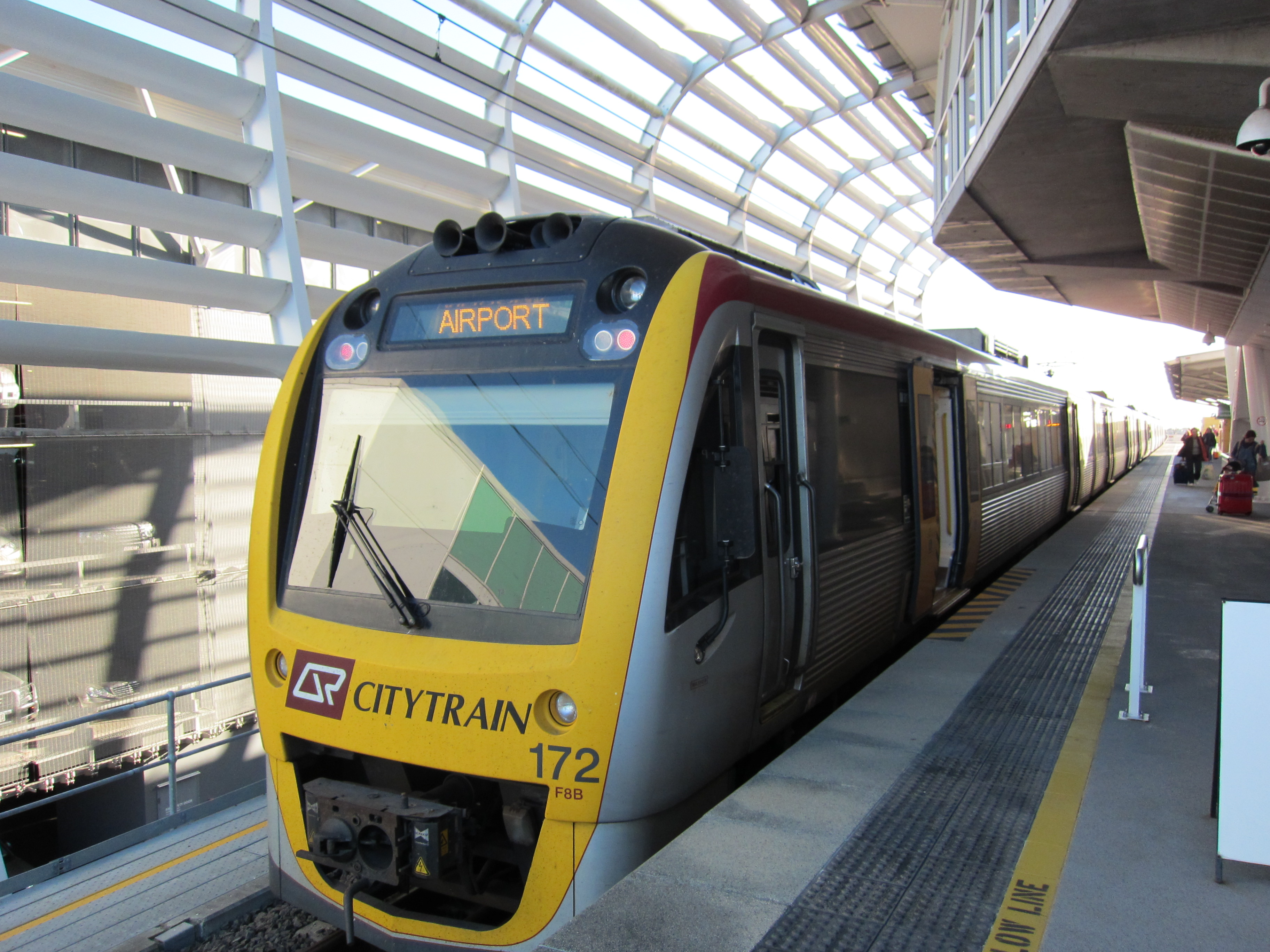
Brisbane Airtrain

Lotnisko posiada dwa dworce kolejowe na specjalnej linii kolejowej. Stacja International Terminal jest stacją nadziemną, położoną obok terminala międzynarodowego, podobnie jak stacja Domestic Terminal. Stacje te nie należą do sieci podmiejskiej Citytrain i są własnością prywatną. Obsługuje je konsorcjum AirTrain. W rezultacie pasażerowie zobowiązani są do zakupu biletu znacznie droższego w porównaniu do podmiejskich usług o podobnej długości. Chociaż port lotniczy Brisbane funkcjonuje 24 godziny na dobę, usługi AirTrain działają tylko między 6:00 i 20:00, z częstotliwością odjazdów co 30 lub 10 minut w godzinach szczytu. Ponad 55 lotów występuje jednak każdego dnia poza tymi godzinami, co powoduje wiele obaw dla osób dojeżdżających do lotniska.

### Inter-terminal bus
Istnieje połączenie autobusowe między terminalami autobusowe, które łączy dwa terminale oraz okolicę, pasaż handlowy DFO i hotel Novotel. Autobusy kursują między 5:00 a 23:00 między terminalami i od 06:00 do 18:00 od pasażu DFO.

## Ruch i statystyki
Brisbane, wraz z Sydney, Melbourne, Perth, miały zmiany terminalu, aby pomieścić nowego Airbusa A380, A380 po raz pierwszy przybył w Brisbane w dniu 14 listopada 2005 roku. Roczna liczba pasażerów w Brisbane wyniesie ponad 25,6 milionów w 2015 r. i około 50 mln do 2035 r. Lotnisko w Brisbane obsłużyło ponad 18,5 milionów pasażerów w latach 2007-08. 4,1 milionów osób z lotów międzynarodowych, a pozostałe 14,4 mln z krajowych.
| Miejsce | Lotnisko                      | Pasażerów | % Zmiana |
| ------- | ----------------------------- | --------- | -------- |
| 1       | Port lotniczy Auckland        | 722 921   | 12,0     |
| 2       | Port lotniczy Singapur-Changi | 690 942   | 7,7      |
| 3       | Port lotniczy Christchurch    | 336 173   | 2,8      |
| 4       | Port lotniczy Los Angeles     | 295 763   | 34,6     |
| 5       | Port lotniczy Hongkong        | 256 955   | 0,0      |
| 6       | Port lotniczy Dubaj           | 240 814   | 38,1     |
| 7       | Port lotniczy Nadi            | 190 553   | 8,4      |
| 8       | Port lotniczy Wellington      | 173 462   | 1,3      |
| 9       | Port lotniczy Port Moresby    | 148 943   | 24,9     |
| 10      | Port lotniczy Narita          | 138 244   | 28,8     |

| Miejsce | Lotnisko                  | Pasażerów | % Zmiana |
| ------- | ------------------------- | --------- | -------- |
| 1       | Port lotniczy Sydney      | 4 376 500 | 2,8      |
| 2       | Port lotniczy Melbourne   | 2 944 700 | 9,1      |
| 3       | Port lotniczy Cairns      | 1 147 500 | 1,0      |
| 4       | Port lotniczy Townsville  | 933 900   | 2,4      |
| 5       | Port lotniczy Mackay      | 772 900   | 3,7      |
| 6       | Port lotniczy Perth       | 744 600   | 3,8      |
| 7       | Port lotniczy Adelaide    | 699 400   | 8,4      |
| 8       | Port lotniczy Rockhampton | 630 400   | 5,0      |
| 9       | Port lotniczy Canberra    | 610 300   | 0,7      |
| 10      | Port lotniczy Newcastle   | 578 900   | 3,0      |
| 11      | Port lotniczy Darwin      | 367 800   | 3,6      |
| 12      | Port lotniczy Proserpine  | 210 900   | 5,2      |